# Sheridan Inn
Pour les articles homonymes, voir Sheridan.
Le Sheridan Inn est un hôtel américain situé à Sheridan, dans le Wyoming. Ouvert en 1893, cet établissement est un National Historic Landmark depuis le 29 janvier 1964 et est inscrit au Registre national des lieux historiques depuis le 15 octobre 1966. Il est membre des Historic Hotels of America depuis 2015.